# Henry Robert Morland
Henry Robert Morland (1716/1719 - 30 novembre 1797) était un portraitiste anglais, surtout connu pour le portrait qu'il a réalisé du roi George III. Il est le père du peintre animalier George Morland.

## Biographie

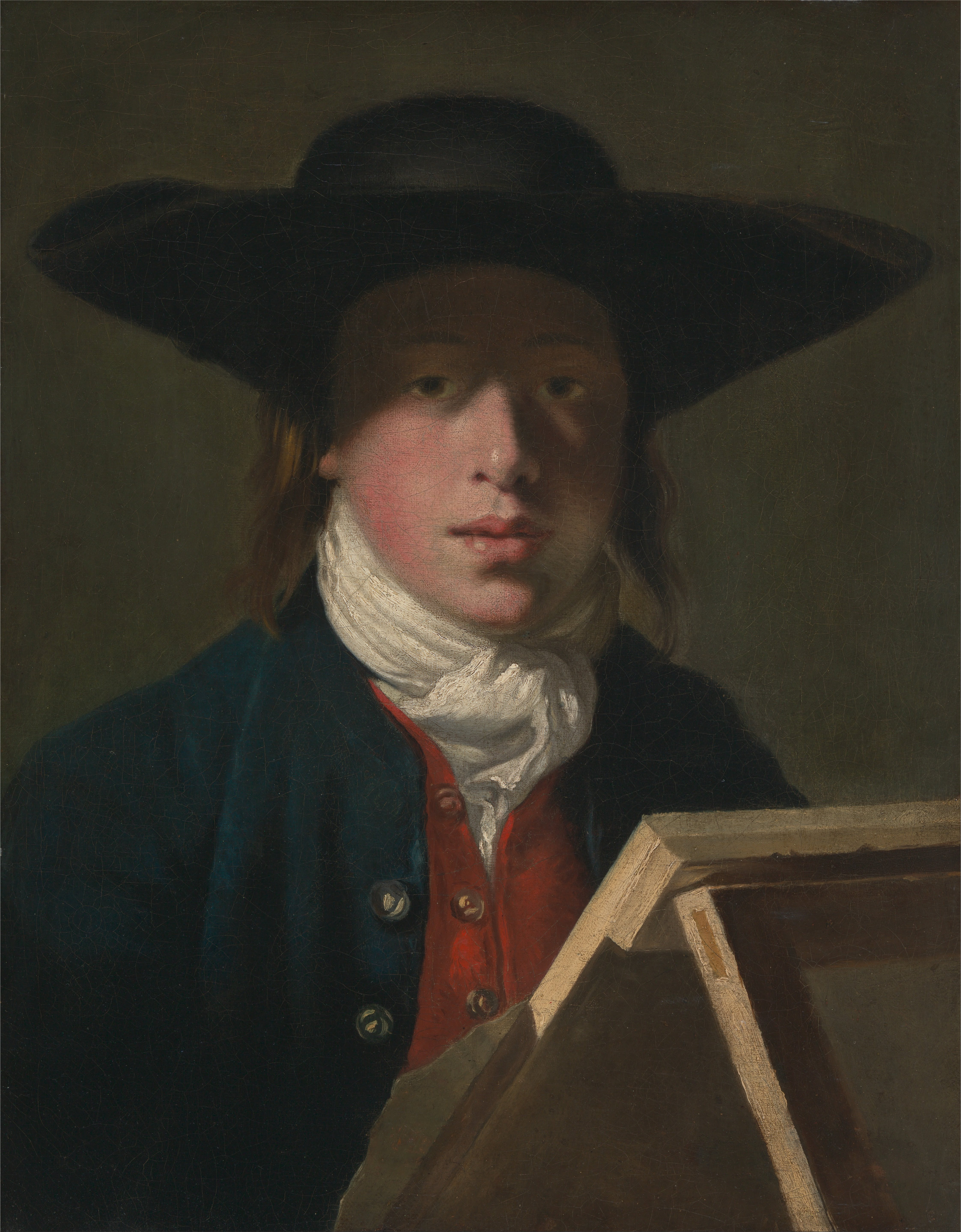
Henri Robert Morland, Georges Morland

Henry Robert est le fils du peintre de genre George Henry Morland. Henry Robert choisit quand à lui l'art du portrait et travaille également comme graveur, marchand et restaurateur de tableaux. 
Entre 1760 et 1791, il a exposé 118 œuvres à la Society of Artists, à la Free Society et à la Royal Academy.
L'épouse d'Henry Robert Morland, Maria, est également artiste. Elle expose ses œuvres à la Royal Academy en 1785 et 1786. Ensemble, ils ont eu un fils, nommé George Morland, qui embrasse à son tour la carrière d'artiste et devient l'un des peintres les plus populaires de son époque.
Henry Robert Morland décède le 30 novembre 1797 à Stephen Street, Rathbone Place, Londres.

## Œuvre
Morland a peint un portrait de George III. 
Ses tableaux les plus connus, selon Bryan, sont : 
- la femme de chambre savonnant le linge (1769), gravée par Philip Dawe la même année,
- la vendeuse d'huîtres, le connaisseur et le garçon fatigué (1773), dont une gravure de Philip Dawe a été publiée le 1er novembre de la même année
- la fille repassant des manches (1774)
- le garçon malchanceux chatouillant le nez d'une fille
- un portrait du général Sir Eyre Coote (1782)
- un portrait de la courtisane Fanny Murray
- une femme protégeant une bougie

|                                                            |
| Henry Robert Morland, A Laundry Maid Ironing, Tate Britain |

|                                                                                               |
| Philip Dawe after Morland, Domestick Employment Ironing, ca. 1769 Yale Center for British Art |

|                                                                     |
| Henry Robert Morland, Lady's Maid Soaping Linen, Private Collection |

| |
| Philip Dawe after Morland, Domestick Employment Lady's Maid Soaping Linen, 1769 Yale Center for British Art |

|                                                                                    |
| Henry Robert Morland, Domestick Employment, The Butter Churner, Private Collection |

|                                                                                       |
| Henry Robert Morland, A young woman shucking oysters by lamplight, Private Collection |

|                                                                        |
| Henry Robert Morland - The Ballad Singer - Yale Center for British Art |

|                                                                 |
| Henry Robert Morland, The fair nun unmasked, Private Collection |

| |
| Miss Fanny Murray after Henry Robert Morland. The inscription reads "Here sportive Loves inviting seem to say, / Behold this Face, and gaze your Heart away" |